# JoAnn Ross
JoAnn Ross, anche conosciuta con gli pseudonimi JoAnn Robbins, JoAnn Robb, JoAnn Ross, (25 luglio ...), è una scrittrice statunitense specializzata in letteratura rosa. Dal suo esordio, avvenuto nel 1983 ha scritto oltre 95 romanzi pubblicati in 26 Paesi.
È membro del Romance Writers of America, e nel corso della sua carriera ha ottenuto numerosi riconoscimenti, incluso il premio Romantic Times's Career Achievement.

## Opere

### Come JoAnn Robbins

#### Racconti singoli
- Winning Season (1983)

### Come JoAnn Robb

#### Racconti singoli
- Stardust and Diamonds (1983)
- Sterling Deceptions (1984)
- A Secure Arrangement (1984)
- Touch the Sun (1984)
- Wolfe's Prey (1985)
- A Dangerous Passion (1985)
- Promises to Keep (1985)
- High Stakes Affair (1986)

#### SerieDreamlover
1. Dreamlover (1984)
2. Tender Betrayal (1984)

### Come JoAnn Ross

#### Racconti singoli
- Stormy Courtship (1984)
- Più vicino di così... (Love Thy Neighbor)[2] (1985)
- Bait and Switch (1986)
- Sarò la tua ombra (A Hero at Heart)[2] (1986)
- Hot on the Trail (1987)
- Wilde 'n' Wonderful (1988)
- Il coraggio di cambiare (In a Class by Himself)[2] (1988)
- Eve's Choice (1988)
- Murphy's Law (1989)
- Class by Himself (1989)
- Peccati di Hollywood (Secret Sins)[2] (1990)
- Private Pleasures (1992)
- Dark Desires (1992)
- Lovestorm (1993)
- Scandals (1994)
- Angel of Desire (1994)
- The Return of Caine O'Halloran (1994)
- Private Passions (1995)
- Vite scambiate (Legacy of Lies)[2] (1995)
- It Happened One Week (1996)
- I Do, I Do... for Now (1996)
- Molly (No Regrets)[2] (1997)
- Belle terre (Southern Comforts)[2] (1997)
- 1-800-Hero (1998)
- Hunk of the Month (1998)
- Mackenzie's Woman (1999)
- Dial a Hero (1999)
- Thirty Nights (2001)
- Blaze (2005)
- Impulse (2006)
- Nessun luogo è sicuro (No Safe Place)[2] (2007)
- Freefall (2008)

#### SerieDuskfire
1. Doppio legame (Duskfire)[2] (1985)
2. Risky Pleasure (1985)

#### TrilogiaLucky Penny
1. Magic in the Night (1986)
2. Playing for Keeps (1986)
3. Tempting Fate (1987)

#### SerieTiernan
1. Without Precedent (1986)
2. Evviva la differenza (Worth Waiting for)[2] (1987)
3. Spirit of Love (1988)

#### SerieMontacroix Royal Family
1. Guarded Moments (1990)
2. The Prince and the Showgirl (1993)
3. The Outlaw (1996)

#### SerieTangled
1. Tangled Hearts (1991)
2. Tangled Lives (1991)

#### SerieRebels and Rogues
- The Knight in Shining Armor (1992)

#### SerieCastle Mountain
1. Star-Crossed Lovers (1993)
2. Moonstruck Lovers (1993)

#### SerieBachelor Arms
- Never a Bride (1995)
- For Richer or Poorer (1995)
- Three Grooms and a Wedding (1995)

#### SerieMen of Whiskey River
1. La confessione (Confessions)[2] (1996)
2. Untamed (1996)
3. Wanted! (1996)
4. Ambushed (1996)
5. The Outlaw (1996)

#### SerieKnights of New Orleans
1. Roarke, the Adventurer (1997)
2. Shayne, the Pretender (1997)
3. Michael, the Defender (1997)

#### TrilogiaIrish Castlelough
1. Magie (A Woman's Heart - 1998)
2. Fair Haven (2000)
3. Legends Lake (2001)

#### SerieColdwater Cove
1. Homeplace (1999)
2. Far Harbor (2000)

#### TrilogiaThe Callahan Brothers
1. Blue Bayou (2002)
2. River Road (2002)
3. Magnolia (Magnolia Moon - 2003)

- Trilogia Callahan Brothers: Blue Bayou, River Road, Magnolia Moon (omnibus) (2004)
- Trilogia Callahan Brothers: Blue Bayou, River Road, Magnolia Moon (omnibus) (2005)

#### TrilogiaStewart Sisters
1. Out of the Mist (2003)
2. Out of the Blue (2004)
3. Out of the Storm (2004)

#### Collezioni
- Homeplace / Far Harbor (2005)

### Omnibus in collaborazione
- Western Loving (1993) (con Susan Fox e Barbara Kaye)
- The Waiting Game (1995) (con Jayne Ann Krentz) (Washington / In a Class By Himself)
- The Bodyguard (1995) (con Pamela Bauer e Evelyn Crowe)
- New Year's Resolution: Baby (1996) (con Margot Dalton e Anne Stuart)
- Verdict: Matrimony (1996) (con Sandra Canfield e Bobby Hutchinson)
- L'amore di un'estate (Summer Loving - 1998) (con Marie Ferrarella, Diane Pershing e Tiffany White)
- Temptations Blaze (1998) (con Heather MacAllister e Elda Minger)
- Perfect Summer (1999) (con Stephanie Bond, Janice Kaiser e Vicki Lewis Thompson)
- Silent Sam's Salvation; A Very Special Delivery; Valentine Hearts and Flowers; Romantic Notions (2000) (con Myrna Temte e Roz Denny)
- Windfall (2003) (con Isabel Sharpe)
- Bayou Bad Boys (2005) (con E.C. Sheedy e Nancy Warren)
- Bad Boys Southern Style (2006) (con Jill Shalvis e E.C. Sheedy)